# Christuskirche (Heinsberg)

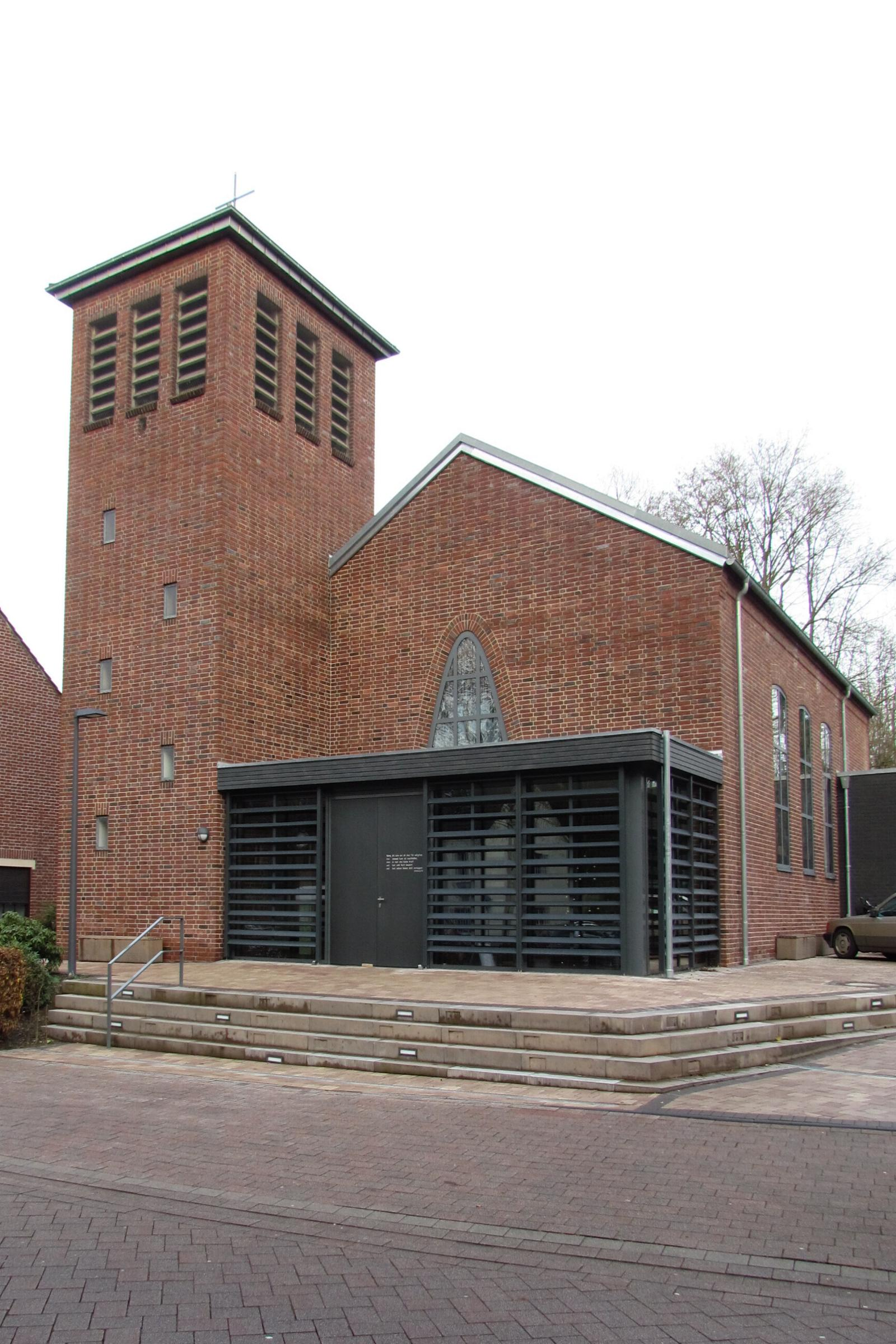
Christuskirche (2013)

Die evangelische Christuskirche befindet sich in der Stadt Heinsberg in Nordrhein-Westfalen. Sie ist nach der Entwidmung der Erlöserkirche in Oberbruch die einzige verbliebene Kirche der Evangelischen Kirchengemeinde Heinsberg im Kirchenkreis Jülich der Evangelischen Kirche im Rheinland.

## Lage
Die Kirche steht zusammen mit dem Pfarrhaus an der Erzbischof-Philipp-Straße in Heinsberg.

## Geschichte
Im Jahr 1553 bildete sich die Kirchengemeinde Heinsberg. Das älteste erhaltene Zeugnis der reformierten Gemeinde Heinsberg ist ein Buch aus dem Jahr 1601. Darin sind alle Mitglieder der jungen reformierten Gemeinde Heinsberg bis 1613 aufgeführt. Nach vielen Schwierigkeiten durch Glaubensverbote und fehlende Räumlichkeiten wurde Anfang 1800 die erste Kirche erbaut. Die Einweihung erfolgte am 3. Dezember 1809. Als 1875 der Kirchengemeinde eine Glocke geschenkt wurde, erhielt die Kirche einen kleinen Turm. Eine zweite Glocke spendete der Direktor der Vereinigten Glanzstoff-Fabriken Boos. Nach Kriegsbeginn musste eine Glocke zum Einschmelzen abgegeben werden. Als am 16. November 1944 Heinsberg in Schutt und Asche fiel, zerstörte ein Volltreffer die Kirche mit der Glocke.
Nach dem Zweiten Weltkrieg wuchs die Zahl der Gläubigen stetig an. So wurde lange Zeit der Gottesdienst in der Krankenhauskapelle gefeiert. 1951 stellte die Kreisverwaltung das Heimathaus zur Verfügung. Nach den Bauplänen der Architekten Karl und Walter Jendges baute der Kirchenbauverein 1950/51 das Pfarrhaus und das Jugendheim. Die 1952/53 erbaute Christuskirche wurde am 15. März 1953 eingeweiht. Die Kirchengemeinde Heinsberg blickt auf eine 400-jährige Geschichte zurück.
Von Anfang 2011 bis Mitte 2013 erhielt die Kirche eine grundlegende Sanierung und Modernisierung sowie den Neubau von Gemeinderäumen. Der Hauptbestandteil des Konzeptes sollte ein hochwertiger, energetischer Standard zur langfristigen Senkung der Energiekosten und der Umweltbelastung sein. Architekt des Projektes war Professor Ludwig Rongen. Die Gesamtkosten lagen bei rund 1,35 Mio. Euro.

## Orgel
Bis 1986 wurden die Gottesdienste mit einem Harmonium begleitet. Ab dem  27. April 1986  übernahm diese Aufgabe eine Orgel der Aachener Orgelbaufirma Georg Stahlhuth.
Disposition der Orgel:
| I. Manual C–f3 |       |
| Rohrflöte      | 8′    |
| Principal      | 4′    |
| Kleingedeckt   | 4′    |
| Blockflöte     | 2′    |
| Mixtur III–IV  | 1 ⁄3′ |
| Trompete       | 8′    |

| II. Manual C–f3 |       |
| Gedeckt         | 8′    |
| Koppelflöte     | 4′    |
| Principal       | 2′    |
| Quinte          | 1 ⁄3′ |
| Sesquialter II  |       |
| Krummhorn       | 8′    |
| Tremulant       |       |

| Pedal C–d1 |     |
| Subbaß     | 16′ |
| Offenbaß   | 8′  |
| Choralbaß  | 4′  |

- Koppeln: II/I, I/P, II/P

## Glocken
Im Kirchturm befinden sich drei Glocken, davon zwei aus dem Jahre 1962. Beide Glocken wurden in der Glockengießerei Petit & Gebr. Edelbrock in Gescher in Westfalen gegossen. Die Stimmlagen der Glocken wurden passend zu den Glocken der katholischen Kirche St. Gangolf gewählt.
| Nr. | Name | Giesser                                                                | Gussjahr | Ø (mm) | Gewicht (kg) | Nominal (16tel) |
| I   | -    | Hans Georg Hermann Maria Hüesker, Fa. Petit & Gebr. Edelbrock, Gescher | 1962     | -      | -            | g¹              |
| II  | -    | Hans Georg Hermann Maria Hüesker, Fa. Petit & Gebr. Edelbrock, Gescher | 1962     | -      | -            | b¹              |
| II  | -    | Hans Georg Hermann Maria Hüesker, Fa. Petit & Gebr. Edelbrock, Gescher | 1962     | -      | -            | c²              |

## Ausstattung
- Die Kirche besitzt eine Buntverglasung.[3]
- In der Kirche stehen ein Altar, ein Taufbecken und normale Kircheneinrichtung.